# Soe, Viljandimaa
Soe är en ort i Estland. Den ligger i Tarvastu kommun och landskapet Viljandimaa, i den södra delen av landet, 150 km söder om huvudstaden Tallinn. Soe ligger 57 meter över havet och antalet invånare är 307.
Terrängen runt Soe är platt. Runt Soe är det glesbefolkat, med 10 invånare per kvadratkilometer. Närmaste större samhälle är Mustla, 4,2 km nordväst om Soe. I omgivningarna runt Soe växer i huvudsak blandskog.